# エムオーツーリスト
エムオーツーリスト株式会社は、商船三井系の旅行代理店。三井グループ系企業等の法人営業に強みを持つ。

## 沿革
- 1960年（昭和35年）8月 - 三井船舶（現・商船三井）、三井物産、三井不動産等の出資により、株式会社三井ライン・エアサービスを設立。
- 1964年（昭和39年）5月 - 三井航空サービス株式会社に改称。
- 1989年（平成元年）7月 - 商船航空サービスと合併し、エムオーエアシステム株式会社に改称。
- 2001年（平成13年）7月 - エムオーエアシステムの国際輸送事業部門と旅行事業部門を分割、旅行事業部門はエムオーツーリスト株式会社として営業を継続。